# NHK甲府放送局
NHK甲府放送局（エヌエイチケイこうふほうそうきょく）は、山梨県を放送対象地域とする日本放送協会（NHK）の地域放送局。テレビとラジオで県域放送を行っている。
本項目における「東京」は、東京都渋谷区にあるNHK本部（放送センター・首都圏局）を指すものとする。

## 放送局概要
テレビ放送は1958年（昭和33年）に開始されたが山梨県の地理的条件で契約数が少なく、1959年（昭和34年）に東八代郡境川村坊ヶ峰（現：笛吹市）に中継送信所を設置し、契約数を増やした。富士吉田に報道室、大月と身延に通信部がある。
かつて局舎（放送会館）は甲府駅から西に1kmほど離れた飯田地区に所在していたが、建物や施設の老朽化および地上デジタルテレビ放送に絡んだ多様化に既存局舎では対応できないことから2004年に甲府駅の北口への新局舎移転・建設が甲府市と基本合意され、2007年12月に甲府駅北口の北西側（甲府機関区の事務所および東日本旅客鉄道（JR東日本）甲府総合事務所が存在した場所）に建設することが発表された。2010年に着工され、2012年5月21日に新局舎での業務が開始、5月24日にグランドオープンした。新局舎の鉄塔は84mと県内の建築構造物では2番目に高い建物（1番はセインツ.25）となっており、300段ある階段の最上段にはお天気カメラが設置されている。
マスコットキャラクターとして「しんげん君」、「ぶど雄」、「もも姫」を採用。さらに2007年（平成19年）度NHK大河ドラマ『風林火山』の放送に伴うイメージキャラクターとして「かんすけ君」が設定されている。

## 沿革

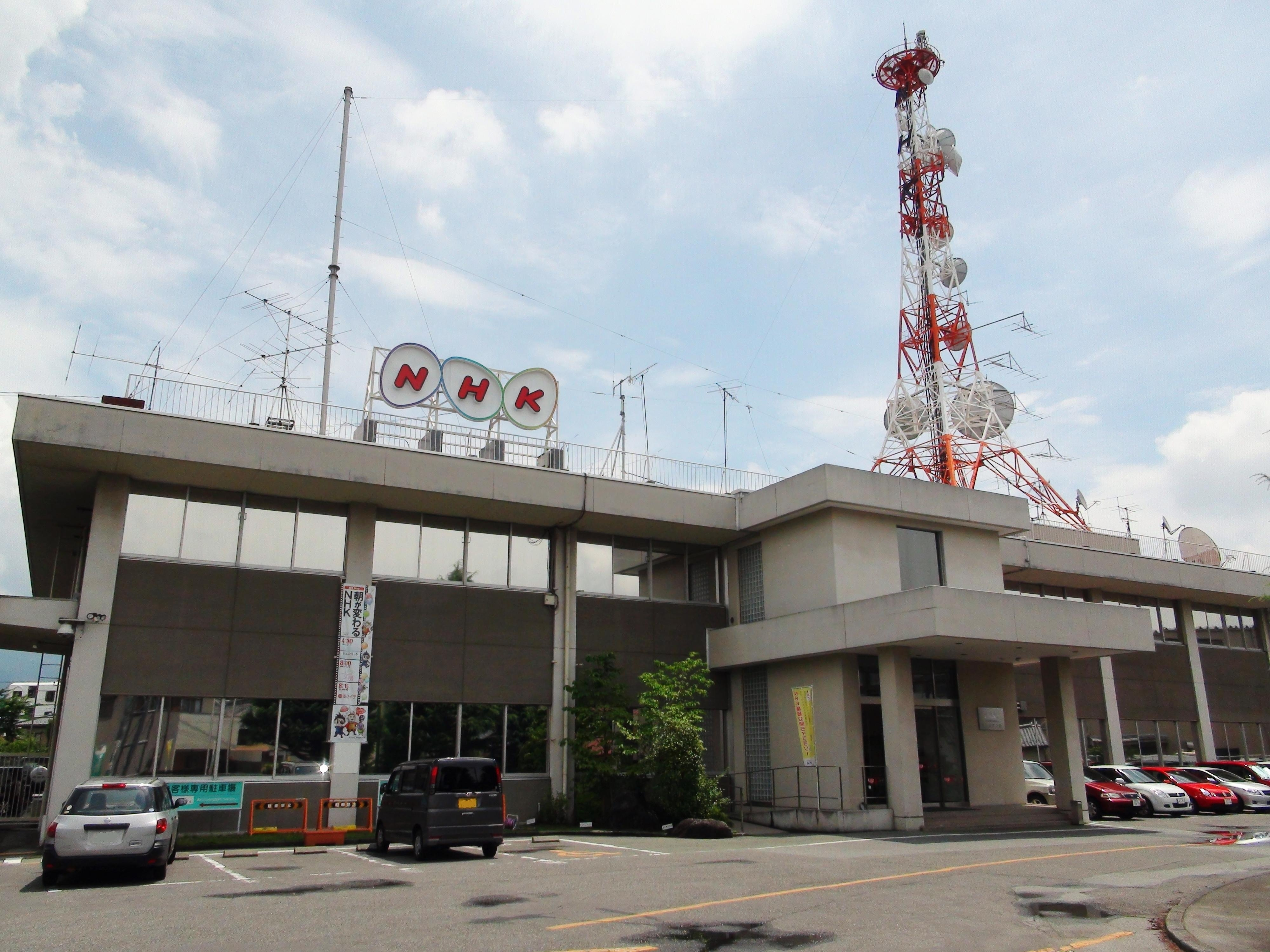
飯田地区にあった旧放送会館（2010年6月）

- 1936年（昭和11年）4月20日 - 山梨県地方防空演習に際し、仮放送実施。
- 1937年（昭和12年）12月21日 - 社団法人日本放送協会甲府放送局開局・ラジオ第1放送、放送開始（呼出符号：JOKG）。
- 1950年（昭和25年）
  - 4月25日 - ラジオ第2放送、放送開始（呼出符号：JOKC）。
  - 6月1日 - 放送法施行に伴い社団法人日本放送協会が解散。特殊法人としての日本放送協会が設立され一切の権利義務を継承。
- 1959年（昭和34年）9月18日 - アナログ・総合テレビの放送を開始（呼出符号：JOKG-TV）。
- 1963年（昭和38年）
  - 12月1日 - アナログ・教育テレビの放送を開始（呼出符号：JOKC-TV）。
  - 12月16日 - アナログ・総合テレビのカラー放送を開始[1]。
- 1964年（昭和39年）4月1日 - アナログ・教育テレビのカラー放送を開始[2]。
- 1965年（昭和40年）3月1日 - FMの実用化試験放送・ステレオ放送実験開始（呼出符号：JOKG-FMX。ステレオ放送は当初、東京からの放送波中継による全国番組のみ。）[3]。
- 1969年（昭和44年）3月1日 - FMが本放送となる（呼出符号：JOKG-FMに変更）。
- 1970年（昭和45年）10月26日 - ローカルニュースがカラー化。これに伴い、ローカルでのカラーフィルムでの報道取材を開始[4]。
- 1976年（昭和51年） - FMローカル番組のステレオ化工事が完了[5]。
- 1983年（昭和58年）2月26日 - FMステレオ放送に対応したPCMデジタルステレオ回線が導入。これにより、今まで全国番組のFMステレオ放送に於ける放送波中継を終了[6]。
- 1986年（昭和61年）7月11日 - アナログ・総合テレビの音声多重放送を開始[7]。
- 1991年（平成3年）3月21日 - アナログ・教育テレビの音声多重放送を開始[8]。
- 2006年（平成18年）
  - 1月16日 - 地上デジタル放送試験電波初発射。
  - 1月23日 - 現行マスター運用開始。
  - 2月10日 - 地上デジタルサービス放送開始（トリノオリンピック開幕に合わせ、開幕当日の13:59に開始）。
  - 4月1日 - 地上デジタル放送を開始（ハイビジョン・ワンセグ同時）。
- 2011年（平成23年）7月24日 - アナログ放送終了。
- 2012年（平成24年）5月21日 - 放送会館を甲府市飯田から甲府市丸の内（JR甲府駅前）に移転。当初は放送機能のみで全業務の移転は24日。
- 2022年（令和4年）10月3日 - NHKプラスで地域向けのテレビ番組の見逃し配信が開始[9]。
- 2023年（令和5年）4月1日 - 令和改革により、部制（放送部・営業推進部等）からセンター制に見直され、コンテンツセンター、経営管理企画センターへ再編された。

## チャンネル・周波数

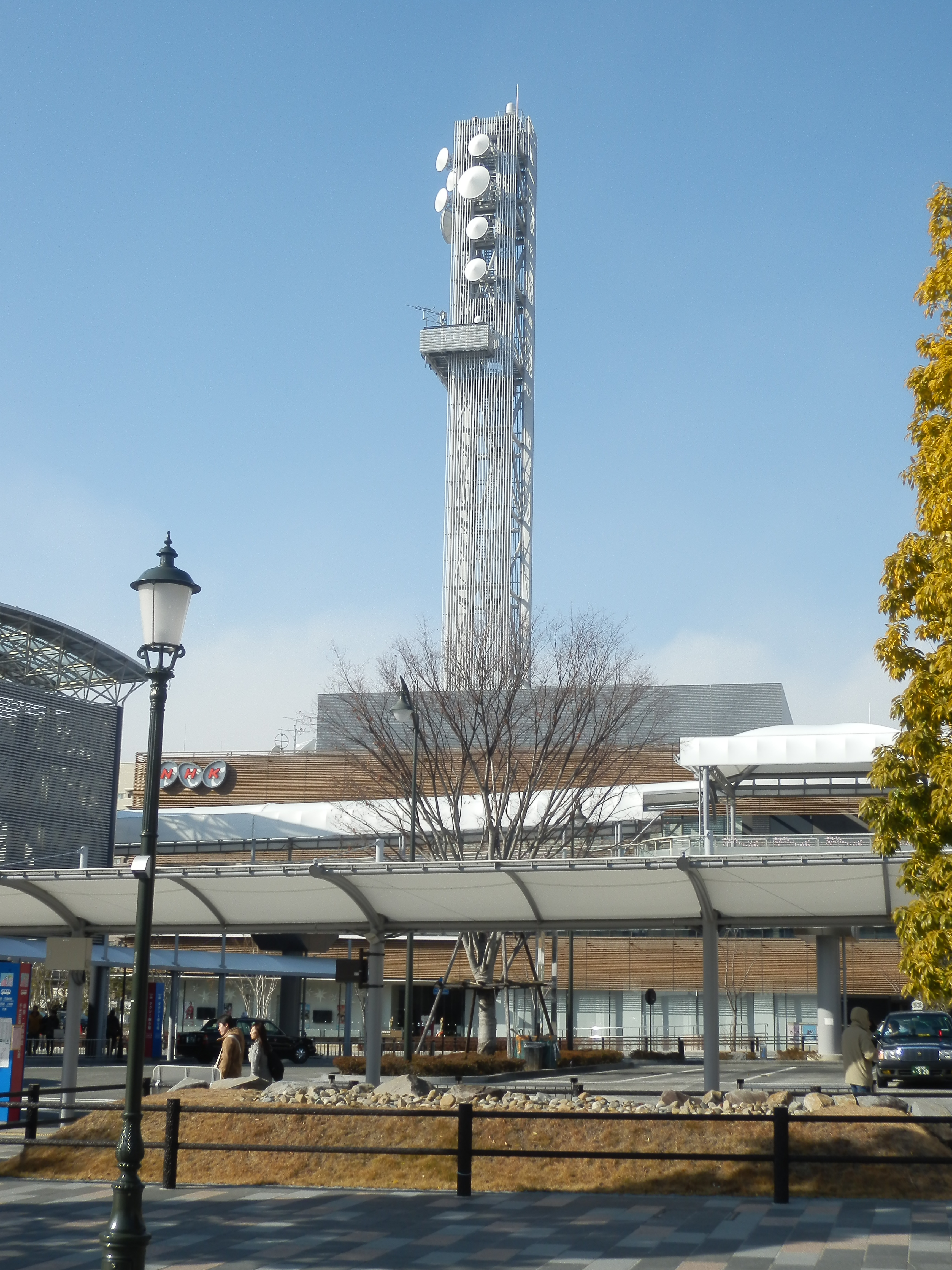
鉄塔部含む（2013年1月）

- デジタル総合テレビ 21ch（リモコンキーID 1） JOKG-DTV
- デジタル教育テレビ 23ch（リモコンキーID 2） JOKC-DTV
- アナログ総合テレビ 1ch JOKG-TV（2011年7月24日運用終了）
- アナログ教育テレビ 3ch JOKC-TV（2011年7月24日運用終了）

※以上4波の送信所：笛吹市坊ケ峰（甲府送信所）、アナログ2波は南巨摩郡身延町にも送信所がある。
- ラジオ第1放送 JOKG
  - 甲府：927kHz 5kW（送信所：甲府市貢川）
  - 富士吉田：1584kHz 100W（送信所：富士吉田市・南都留郡鳴沢村）
- ラジオ第2放送 JOKC
  - 甲府：1602kHz 1kW（送信所：ラジオ第1放送と同じ）
- FM放送 JOKG-FM
  - 甲府：85.6MHz 1kW（送信所：テレビ4波と同じ）
  - 三ツ峠：86.0MHz 100W（送信所：南都留郡富士河口湖町）
  - 身延：84.7MHz 100W（送信所：身延町）
- 同局敷地内には甲府北中継局あり（詳細はNHK甲府北テレビ中継放送所に記述。民放はそれぞれ別の場所に置局）。
- アナログテレビは総合・教育共にアナログチャンネルが東京と同一（全国では唯一）。

## 支局
- 富士吉田
  - 富士吉田市下吉田4丁目7-53　ゲボイテビル2階
- 大月

## 情報カメラ
- NHK甲府放送会館屋上鉄塔上（甲府駅北口、甲府市）
- 身延（南巨摩郡身延町）
- 笛吹川フルーツ公園（山梨市）
- 上野原IC（横河マニュファクチャリング㈱上野原事業所屋上、上野原市上野原964番地）
- 大月（東京電力パワーグリッド㈱大月支社ビル屋上、大月市御太刀二丁目2番14号）
- 富士山駅前（サダビル屋上、富士吉田市松山二丁目7番14号）
- 新倉山浅間公園忠霊塔（五重塔と富士山を一望できる場所、富士吉田市新倉字宮林3360番1）
- 三つ峠（FM送信所建物屋上、南都留郡富士河口湖町河口字御巣鷹山2733番1）
- 河口湖（ホテル富士吟景屋上、南都留郡富士河口湖町浅川132番地）
- 富士ヶ嶺[10]
- 鳴沢村[10]
- 富士山五合目（富士山五合目総合管理センター屋上、富士吉田市上吉田5617番地）
  - 2019年10月9日より運用開始。運用は夏山シーズンを中心とした5月上旬から10月末まで。普段の放送で使用するほか、法定伝達先機関として災害発生時には現場の被害状況の映像を国や自治体に提供する。光学18倍のズームレンズを搭載し、山頂付近だけでなく、天気がよければ南アルプス、本栖湖、富士吉田市街などの様子の撮影も可能。高地に設置されているため風速80メートルまで耐えられるよう設計されており（平地の情報カメラは風速60メートルまで）、雷対策として新たに避雷針も設置されている[11]。

## 主な甲府局制作番組

### 現在
総合テレビ
- Newsかいドキ（平日 18:10 - 18:59、2017年4月3日 - ）
- ニュース山梨845（平日 20:45 - 21:00）
  - 祝日・年末年始は休止し、20:55 - 21:00に東京から関東・甲信越地方のニュース・気象情報を放送する。
- ＃金曜やまなし（不定期・金曜日 19:30 - 19:55）
  - 『＃金曜やまなし』が放送される場合、『首都圏情報 ネタドリ!』は翌日11:15 - 11:42の再放送が山梨県内では本放送扱いとなる。
- 山梨県のニュース・気象情報
  - 平日：6:55 - 7:00・7:55 - 8:00・11:57 - 12:00・12:15 - 12:20
    - 6:55枠・7:55枠は放送上では『おはよう山梨』とタイトル表示される。また、11:57枠は気象情報と当日の『Newsかいドキ』の予告のみの放送。

  - 土日・祝日・年末年始：18:55 - 18:59（年末年始は18:57 - 19:00）
    - 土日・祝日・年末年始のローカルニュース・気象情報枠は18:55枠（年末年始は18:57枠）を除き全て東京製作のブロックネットとなる。

※ワンセグでは、以前は上記の番組は放送されず、主に関東ローカル向けの番組に差し替えられていた（ただし「もうすぐ-」の時間帯はフィラー映像）。
ラジオ第1放送
- かいラジ（毎月最終金曜 17:05 - 17:55）

ラジオ第1放送・FM放送
- 山梨県のニュース・気象情報
  - 平日：7:20 - 7:25、11:50 - 12:00、12:15 - 12:20、18:50 - 19:00はラジオ第1放送・FM放送同時。
  - それ以外も一部を除く毎時55分 - 00分はラジオ第1単独で随時放送。
  - 土・日曜日と祝日は17:55枠[注 1]（ラジオ第1放送のみ）を除き東京発のブロックネットのみで、時間帯により「関東・山梨県」または「関東・甲信越」とするものがある。尚、FM放送は全ての時間帯で東京発となる。

### 過去
総合テレビ
- ニュースワイドやまなし
- モーニングワイドやまなし
- 山梨くらしのガイド
- もうすぐ山梨のおひる（ - 2012年3月）
- かいなび（ - 2018年3月）
- やまなし630
- イブニングネットワークやまなし
- ニュースセンターやまなし630（ - 1997年3月31日）
- まるまる山梨610（1997年4月1日 - ）
- 山梨ふれあいネット
- いいじゃん山梨505 → いいじゃん山梨510（2001年4月 - 2006年3月10日）
- ニュースフレッシュ山梨（ - 2006年3月31日）
- Newsまるごと山梨（平日 18:10 - 18:59、2006年4月3日 - 2017年3月31日）
- やまなしNOW（毎月第2金曜 19:30 - 19:55）

※放送がない月もあった。
- やまなし特集（毎月第4金曜 20:00 - 20:43）
- 金曜山梨
- ニュース山梨645（土日・祝日 18:45 - 18:59）

※この番組の終了に伴い、2018年度から土日・祝日及び年末年始の夕方の県域テレビニュースが18:55からの放送に変更された（東京発「ニュース645」の内包扱い）。
ラジオ第1放送
- さわやかメッセージ（平日 7:40 - 7:55、 - 2006年3月31日）

FM放送
- 甲府FMリクエストアワー（ - 1991年3月。毎週土曜日 15時 - 18時）

## アナウンサー・キャスター
| 氏名           | 前任地           | 担当番組                                |
| アナウンサー   | アナウンサー     | アナウンサー                            |
| -------------- | ---------------- | --------------------------------------- |
| 髙橋康輔       | 水戸             | アナウンスグループ統括 山梨県のニュース |
| 小田切千       | 東京アナウンス室 | Newsかいドキ（キャスター）              |
| 古谷敏郎       | 東京アナウンス室 | Newsかいドキ（キャスター）              |
| 三橋大樹       | ラジオセンター   | 山梨県のニュース                        |
| 谷地健吾       | 山形             | 山梨県のニュース                        |
| 厚井大樹       | G-Media出向      | 山梨県のニュース 各種スポーツ中継       |
| 契約キャスター |                  |                                         |
| 佐藤麻佑       |                  | Newsかいドキ（キャスター）              |
| 尼子佑佳       | 水戸             | Newsかいドキ（キャスター）              |
| 馬屋原彩咲     |                  | Newsかいドキ（リポーター） おはよう山梨 |
| 宿輪ゆき       |                  | Newsかいドキ（リポーター） おはよう山梨 |
| 気象予報士     |                  |                                         |
| 石丸咲         | 鳥取             | Newsかいドキ                            |